# Марко Емилије Лепид (тријумвир)
Марко Емилије Лепид (око 90. п. н. е. – око 13. п. н. е.) римски је политичар патрицијског порекла из 1. век п. н. е.; члан другог тријумвирата заједно с Марком Антонијем и Гајем Октавијаном.
Био је претор (49. п. н. е.) и конзул (46. п. н. е.) заједно с Цезаром и странке популара. Био је и последњи понтифекс максимус Римске републике. Заговарао је освету за Цезарову смрт. Након Цезарове смрти преузео је с Марком Антонијем власт у Римској републици. Био је човек осредњих способности. У тријумвирату је имао подређен положај, а при расподели међусобног власништва тријумвира, Лепид је послат у политички неважну провинцију Африку Нову. 36. п. н. е. Гај Октавијан га је оптужио га за дизање буне против њега на Сицилији; одузима му све титуле, осим понтифекса максимуса. Војска га је напустила, а Лепид се тада повукао из политичког живота Римске републике.